# 封孝琰
封 孝琰（ほう こうえん、523年 - 573年）は、北斉の官僚。字は士光。本貫は渤海郡蓨県。封回の孫。封隆之・封延之の甥。封孝琬の弟。

## 経歴
封興之の子として生まれた。16歳のとき、州主簿として召され、秘書郎を初任とした。550年（天保元年）に北斉が建国されると、太子舎人となった。ほどなく母が死去したため、辞職して喪に服した。喪が明けると晋州法曹参軍となり、まもなく再び太子舎人に任じられた。559年（乾明元年）、中書舎人となった。560年（皇建元年）、司空掾・秘書丞に任じられた。562年（河清元年）、散騎常侍となり、南朝陳への使者として派遣された。出国の道中に中書侍郎へと遙任された。帰国後、事件に連座して官爵を剥奪された。567年（天統3年）、并省吏部郎中・南陽王友に任じられ、晋陽に赴いて機密をつかさどった。
ときに孝琰は和士開の母の葬儀を弔問して、批判的な発言を漏らし、これが伝わって和士開の怒りを買った。後に黄門郎の李懐が南陽王高綽の放恣なふるまいを上奏すると、和士開はこの機を捉えて王の友である孝琰のことを讒言した。後主は孝琰の娘（范陽王妃）に馬鞭100回あまりの罰を与えて放り出し、さらに高阿那肱を派遣して50回を加えると、ほどなく孝琰の娘は亡くなった。孝琰は無官となったが、和士開の死後に通直散騎常侍となって復帰の糸口をつかんだ。後に北周とのあいだで修好が成ると、趙彦深の推薦により、北周への副使として派遣された。祖珽が政権を握ると、孝琰は文林館に入り、『御覧』の編纂にあたった。孝琰の文筆は優れていると言えなかったが、その談論は面白く、ふるまいは物静かで優雅であったため、当時の人に慕われた。
ほどなく孝琰は本官のまま尚書左丞を兼ねた。ときに胡太后のお気に入りの曇献という沙門があり、太后の寵愛を受けて贅沢なふるまいをしていた。太后は曇献のために沙門統の地位を求め、後主の反対にもかかわらず、押し通してしまった。後主はこれが面白くなく、曇献を官吏に弾劾させようと考えた。孝琰は曇献の収賄を立件して、その邸を捜索し、多大な財産を押収した。これにより孝琰は正式に尚書左丞となり、奏門下事をつとめるようになった。573年（武平4年）、韓鳳の讒訴を受け、崔季舒・張彫虎・劉逖・裴沢・郭遵らとともに斬り殺された。享年は51。

## 子女

### 子
- 封君確（開府行参軍。父が殺害されると、北辺に流刑となった。574年に南安王高思好の反乱に参加して晋陽に向かったが、敗れて殺害された）
- 封君静（開府行参軍。父が殺害されると、北辺に流刑となった。南安王高思好の乱に参加して、敗れて殺害された）
- 封君厳（父が殺害されると、宮刑を受けた）
- 封君賛（父が殺害されると、宮刑を受けた）

### 女
- 封氏（范陽王妃）

## 伝記資料
- 『北斉書』巻21 列伝第13
- 『北史』巻24 列伝第12